# Chengziya

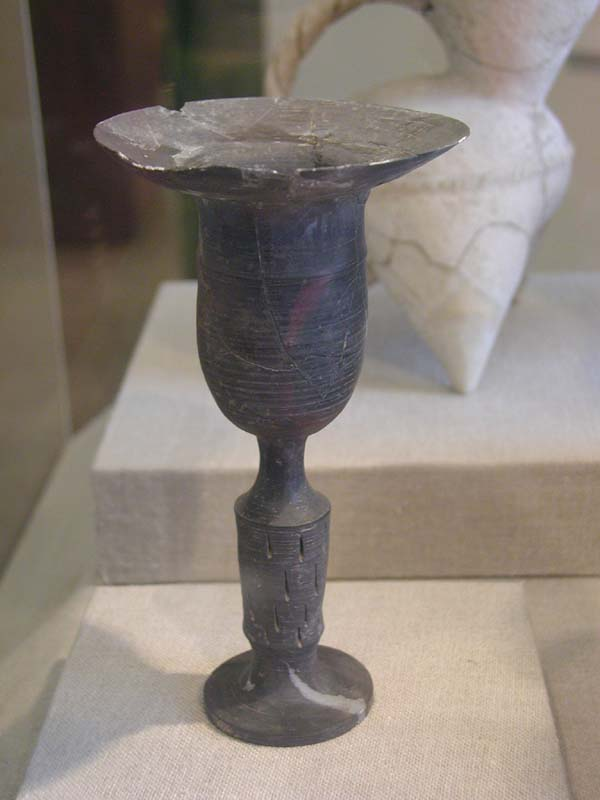
Eierschalenkeramik-Pokal aus der Longshan-Kultur von Shandong, 1976 in Chengziya entdeckt

Die Chengziya-Stätte (城子崖遗址,  Chéngziyá yízhǐ), auch Chengziyai genannt, ist die erste Fundstätte der neolithischen Longshan-Kultur, genaugenommen der Longshan-Kultur von Shandong in China. Sie liegt in der Großgemeinde Longshan (龙山镇) in Zhangqiu in der Provinz Shandong. Die Stätte wurde 1928 entdeckt und von 1930 bis 1931 ausgegraben. Ein Museum  zeigt verschiedene Fundstücke.
Die Chengziya-Stätte (Chengziya yizhi) steht seit 1961 auf der Liste der Denkmäler der Volksrepublik China (1-140).